# Labomimus fimbriatus
Labomimus fimbriatus es una especie de escarabajo del género Labomimus, familia Staphylinidae. Fue descrita científicamente por Yin & Hlaváč en 2013.
Habita en China.